# Коциловський Петро

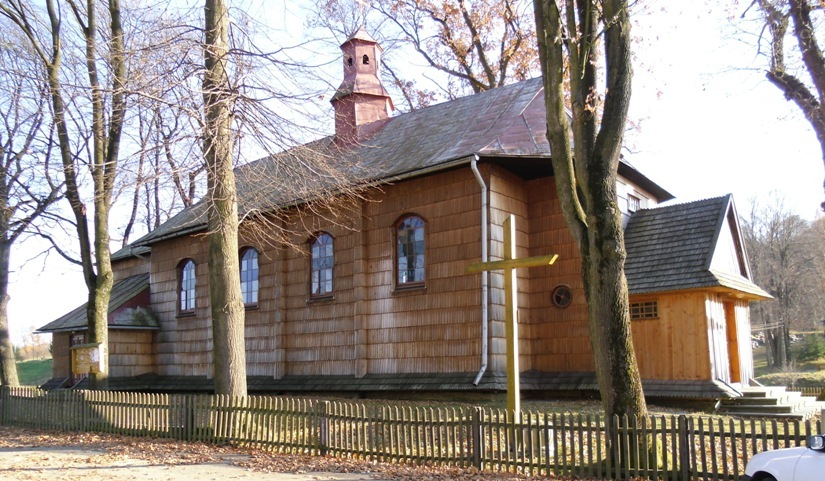
Дерев'яна греко-католицька парафіяльна церква Св. Георгія в Ялині (1835 р., тепер — римо-католицький костел)

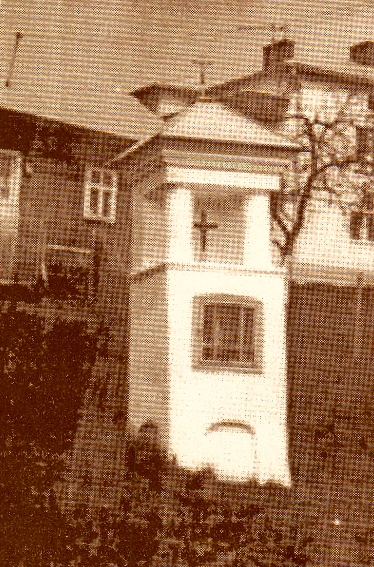
Капличка в Пакошівці, збудована Петром Коциловським.

Петро́ Коцило́вський (пол. Petró Kocyłówski; бл. 1845, с. Пакошівка — бл. 1920, Глинне) — заможний український селянин-землероб із Пакошівки (Лемківщина), громадсько-політичний діяч. Батько єпископа УГКЦ Йосафата (Коциловського).

## Життєпис
Був сином Андрія Коциловського і його дружини Катерини Косар (Коссар).
У цей час в Пакошівці жило близько 300 греко-католиків, які належали до парафії сусіднього села Ялин (Греко-католицька церква св. Георгія в Ялині збудована в 1835 році, освячена в 1842 році, сьогодні — польський римо-католицький костел). Варте уваги і незвичне було те, як у той час на Сяніччині жили люди різних обрядів разом, без серйозних конфліктів, нерідко спільно брали участь в церемоніях як греко-католицьких, так і римо-католицьких. Разом ходили на прощу, до місць відправлення культу: до костьолу і до церкви.
Пізніше родина Коциловських купила маєток в с. Глинному біля Ліська, Петро Коциловський став землевласникам, статки якого дозволяли дати гідну освіту своїм дітям (Йосип в Ліську ходив до 4-класної початкової школи).
Активний громадський і політичний діяч. Був обраний послом до Галицького сейму 3-го скликання у 1870 році (від IV курії округу Сянік — Риманів — Буківсько; входив до складу «Руського клубу», заступник голови «Селянського клубу»). В 1912 році вибраний головою читальні «Просвіти» у Глинному, яку в селі заснували студент філософії Лев Марков і студент-медик Львівського Університету Юрій Маковський (* 1890, Веремінь — Лучки  — † 1963, недалеко від Баффало, в містечку Ланкастер, США). При читальні було зорганізовано курс неписьменних.
Родина Коциловських мала 2-х синів і 2 доньки.
- Йосип (Йосиф) — майбутній єпископ Йосафат Коциловський (3.03. 1876  — 17.11.1947) — церковний і громадський діяч, єпископ Української греко-католицької церкви, доктор філософії (1903) і теології (1907), професор (1907).
- Януарій (1 квітня 1879 — 24 січня 1937), присвятив себе службі Господу Богу. В 1913 році виїхав до Бразилії, де був місіонером серед українських поселенців Бразилії та Аргентини.[3]
- Анна — дружина священика Петра Подляшецького, пароха с. Верхній Дорожів на Дрогобиччині.
- Марія (1873 р.н.) — дружина о. Казимира Гермака (1862, Перемишль  — 1934, Градівка), пароха с. Гошани (тепер село Градівка Городоцького району).

В Пакошівці Коциловські залишили ще одну пам'ятку  — каплицю, збудовану за сприяння Петра Коциловського, яка збережена донині, стоїть недалеко від батьківського дому Коциловських.